# Лобода
Лобода (Atriplex) је род биљака из породице штирева (Amaranthaceae). Овај назив се користи локално и за неке врсте рода Chenopodium (пепељуга). Род лобода обухвата око 200 врста, које су широко распрострањене на планети. Поједине врсте се користе у исхрани људи и домаћих животиња.
Научно име Atriplex потиче из латинског језика, а Плиније Старији га је користио за јестиве врсте из овог рода.